# Клемен, Карл
Карл Клемен (нем. Carl Clemen; 30 марта 1865, Зоммерфельд, Лейпциг — 8 июля 1940, Бонн) — немецкий протестантский богослов и историк религии.

## Биография
Карл Клемен родился в семье пастора Кристиана Августа Юлиуса Клемена (1838—1920); братьями Карла были историк искусства Пауль Клемен и историк церкви Отто Клемен.
С 1878 по 1884 год Карл посещал «княжескую школу» (гимназию св. Августина, нем. Gymnasium St. Augustin) в Гримме. После получения среднего образования он изучал протестантское богословие в Лейпциге, Тюбингене, Галле и Берлинском университете. В 1892 году Клемен получил степень доктора богословия в университете Галле. С 1910 года он являлся экстраординарным, а с 1920 — ординарным профессором Нового Завета и религиозной истории в Боннском университете: в результате он стал первым в Германии преподавателем религиозной истории на философском факультете.

## Исследования
Будучи богословом по своему основному образованию, Карл Клемен изучал религиозные взгляды и философские течения в среде ранних христиан; его основным методом была историко-филологическая и межкультурная сравнительная интерпретация источников — в особенности, письменных источников. После своего выхода на пенсию — в 1933 году — он продолжил свои исследования. Резко изменившаяся — после прихода к власти национал-социалистов — политическая и академическая среда сделала темы его многолетних исследований (особенно, связанные с германской религиозной историей) неожиданно актуальными. В результате, исходя из своего понимания религиозных идей, Клемен неоднократно вмешивался в политические конфликты своего времени.

### Работы
- Die christliche Lehre von der Sünde. Göttingen : Vandenhoeck & Ruprecht, 1897.
- Paulus, sein Leben und Wirken. 2 Bde. Gießen : Ricker, 1904.
- Die Entstehung des Neuen Testament. Leipzig : Göschen 1906 (2. Aufl. 1926).
- Zur Reform der praktischen Theologie. Gießen : Töpelmann, 1907.
- Religionsgeschichtliche Erklärung des Neuen Testaments : die Abhängigkeit des ältesten Christentums von nichtjüdischen Religionen und philosophischen Systemen. Giessen : A. Töpelmann 1909 (Nachdr. der Neuausgabe 1924: Berlin, New York : de Gruyter 1973).
- Quellenbuch zur praktischen Theologie. 3 Bde. Giessen : Töpelmann 1910.
- Lebendige Gemeinden : Festschrift Emil Sulze zum 80. Geburtstag am 26. Februar 1912. Gießen : Töpelmann, 1912.
- Der Einfluss der Mysterienreligionen auf das älteste Christen. Giessen : Töpelmann 1913.
- Das Leben nach dem Tode im Glauben der Menschheit. Leipzig ; Berlin : Teubner 1920. — Русс. пер.: Клемен К. Жизнь мертвых в религиях человечества. М.: Интрада, 2002. Пер. А. Е. Махов.
- Religionsgeschichte Europas. 2 Bde. Heidelberg : Carl Winter 1926—1931.
- Die Religionen der Erde : Ihr Wesen u. ihre Geschichte. München : F. Bruckmann 1927 (Neuausgabe 1966).
- Urgeschichtliche Religion : Die Religion der Stein-, Bronze- und Eisenzeit. Bonn : Röhrscheid 1932—1933.
- Grundriss der Religionsphilosophie. Bonn : Röhrscheid, 1934.